# Cinq Préludes op. 15
Les Cinq préludes opus 15 forment un cycle de préludes pour piano d'Alexandre Scriabine composé entre 1895 et 1896.